# Mbabane
Mbabane (94 874 abitanti, 2010) è la capitale e la maggiore città dell'eSwatini nonché capoluogo del Distretto di Hhohho, nella zona occidentale dello stato.

## Geografia fisica

### Territorio
Mbabane si trova a 1200 m circa di altitudine, nella valle dell'Ezulwini. Il confine col Sudafrica più vicino a Mbabane si trova a Piggs Peak.

### Clima
Mbabane ha un clima subtropicale d'altura. La temperatura media è compresa tra i +12,0 °C di luglio e i +19,9 °C di gennaio. L'escursione termica diurna è maggiore di quella stagionale, oscillando attorno ai 15 °C nei mesi invernali e i circa 10° in quelli estivi. Durante la stagione estiva si concentrano buona parte delle precipitazioni annuali e il tempo è spesso nuvoloso. Gli inverni sono invece piuttosto asciutti e le giornate serene sono largamente prevalenti. Le notti invernali possono essere abbastanza fredde, le minime notturne tra giugno e agosto si attestano infatti attorno ai +5/+6 °C, le gelate, seppure lievi e molto sporadiche, sono possibili in tutto il periodo compreso tra giugno e settembre. Come tipico delle aree a clima tropicale montano e subtropicale dell'Emisfero australe la transizione tra il regime meteorologico estivo ed invernale, avviene in aprile/maggio e si ripete in ottobre/novembre, in modo piuttosto brusco. Di conseguenza le stagioni intermedie sono quasi inesistenti. Le precipitazioni, pur concentrate nel semestre caldo, sono in generale abbondanti, ammontando a circa 1500 mm/anno.

## Storia
La città fu fondata nel 1902 nel luogo in cui sorgeva la residenza del re Mbandzeni e divenne capitale amministrativa della regione durante la dipendenza britannica tra il 1903 e il 1968.

## Economia

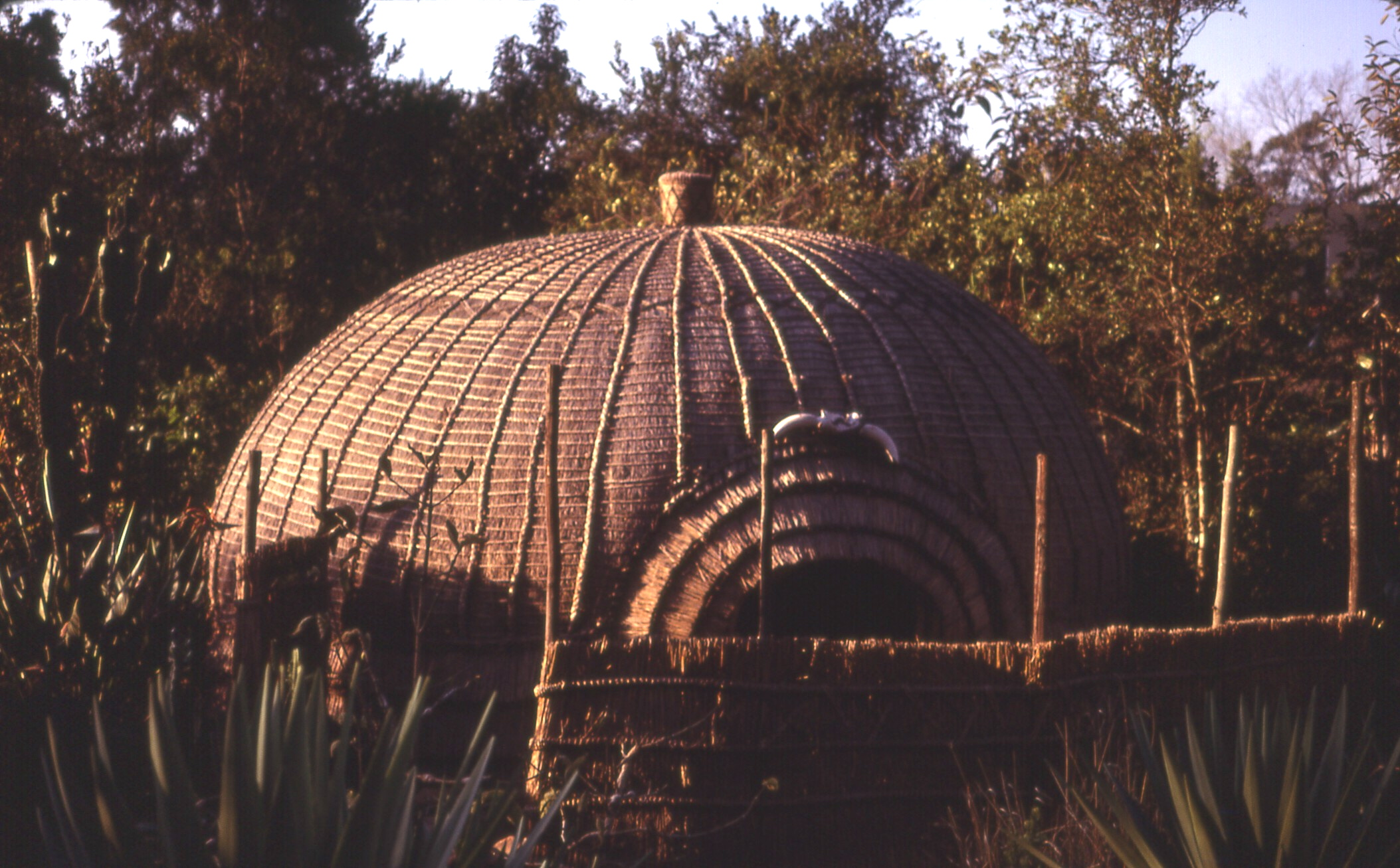
Mercato itinerante a Mbabane, inverno 1979

Il centro abitato di Mbabane è vivo e ordinato. Si concentrano qui i principali edifici economici e commerciali, la radio nazionale e diversi istituti bancari nonché le rappresentanze estere (tra cui anche quella dell'Unione Europea). Discreti flussi turistici provengono dal Sudafrica, attratti dall'artigianato locale e dal casinò ma soprattutto dalle riserve naturali, la fauna e la flora che ospitano e le diverse attività praticabili all'aria aperta.
Nella zona della capitale sono attive miniere di stagno e ferro.Importante voce dell'esportazione è lo zucchero, coltivato nelle piantagioni vicine.

## Amministrazione

### Gemellaggi
- Fort Worth
- Taipei
- Treviri